# Klasika Primavera 2012
La 58ª Klasika Primavera se disputó el domingo 8 de abril de 2012, por el recorrido habitual de esta carrera sobre un trazado de 171,6 kilómetros.
La prueba perteneció al UCI Europe Tour 2011-2012 de los Circuitos Continentales UCI, dentro de la categoría 1.1.
Participaron 11 equipos. Los 2 equipos españoles de categoría UCI ProTeam (Euskaltel-Euskadi y Movistar Team); los 2 de categoría Profesional Continental (Andalucía y Caja Rural); y los 2 de categoría Continental (Orbea Continental y Burgos BH-Castilla y León). En cuanto a representación extranjera, estuvieron 6 equipos: el UCI ProTeam danés del Saxo Bank-Sungard; el Profesional Continental francés del Saur-Sojasun; y los Continentales del EPM-UNE, Lokosphinx, Team Bonitas y Gios Deyser-Leon Kastro. Formando así un pelotón de 107 ciclistas, con entre 8 y 10 corredores cada equipo, de los que acabaron 90.
El ganador final fue Giovanni Visconti tras ganar en el sprint de un grupo cabecero de 4 corredores a su compañero de equipo Alejandro Valverde e Igor Antón, respectivamente. Haciendo valer la superioridad numérica de 3 corredores de su equipo (Movistar) frente a solo 1 del Euskaltel-Euskadi.
En las clasificaciones secundarias se impusieron Amets Txurruka (montaña) y Movistar (equipos).

## Clasificación final
| \| Posición \| Ciclista \| Equipo \| Tiempo \| \| -------- \| ------------------ \| ----------------- \| ---------- \| \| 1. \| Giovanni Visconti \| Movistar \| 4h 10' 43" \| \| 2. \| Alejandro Valverde \| Movistar \| m.t. \| \| 3. \| Igor Antón \| Euskaltel-Euskadi \| m.t. \| \| 4. \| David López \| Movistar \| + 4" \| \| 5. \| Ángel Madrazo \| Movistar \| + 6" \| \| 6. \| Guillaume Levarlet \| Saur-Sojasun \| + 10" \| \| 7. \| Fabrice Jeandesboz \| Saur-Sojasun \| + 21" \| \| 8. \| Brice Feillu \| Saur-Sojasun \| + 22" \| \| 9. \| Maxime Mederel \| Saur-Sojasun \| + 38" \| \| 10. \| Sergey Shilov \| Lokosphinx \| + 39" \| |                    |                   |            |
| Posición | Ciclista           | Equipo            | Tiempo     |
| 1. | Giovanni Visconti  | Movistar          | 4h 10' 43" |
| 2. | Alejandro Valverde | Movistar          | m.t.       |
| 3. | Igor Antón         | Euskaltel-Euskadi | m.t.       |
| 4. | David López        | Movistar          | + 4"       |
| 5. | Ángel Madrazo      | Movistar          | + 6"       |
| 6. | Guillaume Levarlet | Saur-Sojasun      | + 10"      |
| 7. | Fabrice Jeandesboz | Saur-Sojasun      | + 21"      |
| 8. | Brice Feillu       | Saur-Sojasun      | + 22"      |
| 9. | Maxime Mederel     | Saur-Sojasun      | + 38"      |
| 10. | Sergey Shilov      | Lokosphinx        | + 39"      |